# JEF United Ichihara Chiba Ladies
Il JEF United Ichihara Chiba Ladies (ジェフユナイテッド市原・千葉レディース?) è una squadra di calcio femminile giapponese, sezione dell'omonimo club con sede nella città di Ichihara, nella prefettura di Chiba. Milita in Women Empowerment League, livello di vertice e primo torneo professionistico del campionato giapponese femminile di calcio.

## Palmarès
- Campionato giapponese femminile di seconda divisione: 4

1997, 1998, 1999, 2008
- Campionato giapponese femminile di terza divisione: 1

1995
- Nadeshiko League Cup: 1

2017

## Organico

### Rosa 2022-2023
Rosa, ruoli e numeri di maglia come da sito ufficiale, aggiornati al 13 maggio 2023
| N. |                     | Ruolo | Calciatrice       |
| -- | ------------------- | ----- | ----------------- |
| 1  | Giappone (bandiera) | P     | Shiori Shimizu    |
| 2  | Giappone (bandiera) | D     | Maho Fujishiro    |
| 3  | Giappone (bandiera) | D     | Chisato Ichinose  |
| 4  | Giappone (bandiera) | D     | Kanae Hayashi     |
| 5  | Giappone (bandiera) | D     | Mariko Tanaka     |
| 6  | Giappone (bandiera) | C     | Yurina Imai       |
| 7  | Giappone (bandiera) | A     | Haruka Osawa      |
| 8  | Giappone (bandiera) | C     | Natsuki Kishikawa |
| 9  | Giappone (bandiera) | A     | Ami Ōtaki         |
| 10 | Giappone (bandiera) | C     | Miho Kamogawa     |
| 11 | Giappone (bandiera) | A     | Remina Chiba      |
| 13 | Giappone (bandiera) | C     | Nanami Sone       |
| 14 | Giappone (bandiera) | D     | Tamaki Okuma      |
| 15 | Giappone (bandiera) | D     | Ayaka Tsurumi     |
| 16 | Giappone (bandiera) | A     | Sara Imada        |

| N. |                          | Ruolo | Calciatrice      |
| -- | ------------------------ | ----- | ---------------- |
| 17 | Taipei cinese (bandiera) | P     | Cheng Ssu-yu     |
| 18 | Giappone (bandiera)      | C     | Yuka Anzai       |
| 20 | Giappone (bandiera)      | C     | Yuki Ogawa       |
| 21 | Giappone (bandiera)      | D     | Nanami Ishida    |
| 22 | Giappone (bandiera)      | D     | Chisato Inoue    |
| 23 | Giappone (bandiera)      | A     | Sakura Hirose    |
| 24 | Giappone (bandiera)      | D     | Reina Shirowa    |
| 25 | Giappone (bandiera)      | C     | Kirara Fujio     |
| 26 | Giappone (bandiera)      | C     | Yuki Togawa      |
| 27 | Giappone (bandiera)      | D     | Makoto Hasuwa    |
| 28 | Giappone (bandiera)      | D     | Makoto Tasaki    |
| 29 | Giappone (bandiera)      | C     | Hinata Kobayashi |
| 30 | Giappone (bandiera)      | P     | Akane Okuma      |
| 33 | Giappone (bandiera)      | P     | Moeka Yonezawa   |